# Sergio Roic
Sergej Roić, detto Sergio Roic (pronuncia: roiˈc) (Sebenico, 29 gennaio 1959), è un giornalista, scrittore e politico svizzero e slavista di origine croata.

## Biografia
Nato a Sebenico in Dalmazia nel 1959 da famiglia originaria dell'isola di Lesina nell'allora Jugoslavia (oggi in Croazia), nel 1968 si trasferisce con la famiglia in Canton Ticino nel locarnese, e quindi a Lugano, dove frequenta il Liceo Cantonale.

Torna in Jugoslavia per iscriversi all'Università di Zagabria, dove si laurea in lettere e filosofia.

Tornato in Canton Ticino lavora per 12 anni per il Corriere del Ticino di cui è collaboratore esterno, è stato responsabile di collana per l'editore Zandonai Editore di Rovereto, dove ha pubblicato alcuni libri.

Nel 1991 con il libro Innumerevoli Uomini ha ricevuto dal comune di Campione d'Italia il Premio Campione d'Italia e nel 2004 con il libro Il tempo grande ha ricevuto dall'Istituto Italiano di Cultura di Napoli il Premio "Nuove Lettere".

Ha inoltre ricevuto con il libro "Il gioco del mondo" da Pro Helvetia il riconoscimento nell'ambito della diffusione di libri svizzeri all'estero.

Dopo la morte del presidente a vita della Lega dei Ticinesi, Giuliano Bignasca, scrive un articolo molto duro contro la sua politica soprattutto a livello cantonale
Vive a Lugano nel quartiere di Lugano Besso.

Ha fatto parte dell'associazione milanese "Globus et Locus" per i rapporti con la Svizzera.
Nel 2013 si è candidato per il Partito Socialista Svizzero nelle elezioni municipali di Lugano.
Attualmente il suo lavoro, oltre a quello giornalistico, è quello di traduttore ed editor nella ditta "Dar" di cui è titolare. Collabora con la pagina della cultura del Corriere del Ticino e con il settimanale Extra per la pagina di recensioni letterarie. È opinionista per i principali quotidiani ticinesi. È copresidente del PEN club della Svizzera italiana e retoromancia.

## Premi
- Premio Campione d'Italia, 1991
- Premio Nuove Lettere, 2004
- Premio Poestate, 2018

## Opere
- Innumerevoli uomini, Giampiero Casagrande Ed., Lugano, 1991
- La dittatura invisibile con Aleksandr Zinovyev, Giampiero Casagrande Ed., Lugano, 2000
- Compendio d'irriverenza con Predrag Matvejević, Giampiero Casagrande Ed., Lugano, 2001
- Globali e locali!: timori e speranze della seconda modernità con Piero Bassetti, Giampiero Casagrande Ed., Lugano, 2001
- Il tempo grande, Giampiero Casagrande Ed., Lugano, 2001
- Tabù, Edizioni dell'Istituto Italiano di Cultura di Napoli, Napoli, 2007.
- Una prova ti aspetta nel mattino, Nicolodi Ed., Rovereto, 2008.
- Lena e il poeta: dalla Svizzera con furore con Daniele Dell'Agnola, Infinito edizioni, Roma, 2010
- Il gioco del mondo: romanzo blu in 6 quadri e 32 immagini, Ed. Opera Nuova, Lugano, 2012
- Racconto Buona sera capitano Dragan - Antologia "Delitti d'acqua dolce", Lampi di Stampa, 2012
- Achille nella terra di nessuno: blues in 6 quadri e 34 immagini. Ed. Zandonai, Rovereto, 2012
- Achille nella terra di nessuno, nuova edizione, Besa, Nardò (LE), 2017
- Vorrei che tu fossi qui - Wish you were here, Mimesis, Milano, 2017
- La tribù del tavolo verde, Tipografia Helvetica, Capolago, 2017
- Solaris - parte seconda, Mimesis, Milano, 2020
- Ferita - Giovanna d'Arco, anno 1971, Mimesis, Milano, 2022
- Plavi u nicijoj zemlji, Alexandria Press, Belgrado, 2022
- Racconto Il regalo di Chiara - Antologia "Delitti di lago", Morellini Editore 2015
- Racconto La vita della morte - Antologia "nuovi delitti di lago", Morellini Editore 2016
- Racconto Il manoscritto trovato in una tasca - Antologia "Delitti di lago 4", Morellini Editore 2020
- Racconto La nipote di Kafka - Antologia "Delitti di lago 5", Morellini Editore 2021
- Racconto Il sogno di Tito - Antologia "Delitti di lago 6", Morellini Editore 2022
- Racconto L'occhio azzurro dell'assoluto - Antologia "Delitti di lago 7", Morellini Editore 2023